# Saintkittstangara
Saintkittstangara (Melopyrrha grandis) är en utdöd fågel i familjen tangaror inom ordningen tättingar.

## Utbredning och systematik
Fågeln förekommer på ön Saint Kitts i Små Antillerna, men är möjligen utdöd. Tidigare behandlades den som underart till oxtangaran (Melopyrrha portoricensis), men urskiljs sedan 2022 som egen art. 

## Status
Saintkittstangaran sågs senast med säkerhet 1929. Senare obekräftade fynd finns dock. Internationella naturvårdsunionen IUCN kategoriserar den som akut hotad.